# Oscar Wilde e la religione

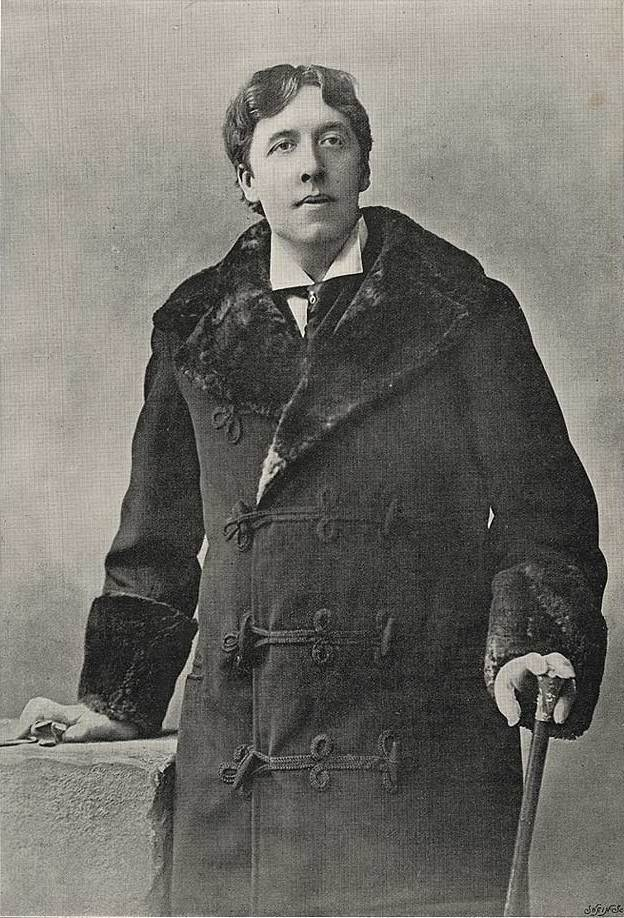
Oscar Wilde nel 1892

Oscar Wilde (Dublino, 16 ottobre 1854 – Parigi, 30 novembre 1900) ha lasciato descritto il suo originale e personale pensiero religioso in alcune sue opere come Poems (uno dei suoi primi lavori) e in uno dei suoi ultimi scritti, Poesie in prosa.
Wilde stava progettando di scrivere un testo che trattasse di temi religiosi: doveva essere una specie di Iliade cattolica, ma prima di riuscire ad iniziare tale opera lo colse la morte.

## I paradossi nel Vangelo
Wilde inizialmente s'avvicinò alla religione cattolica come testimoniavano le foto nella sua casa del papa Pio IX e del cardinale Manning:  una statua di una Madonna di gesso poi accoglieva sempre i suoi ospiti.
Egli viveva il sentimento religioso in un modo molto personale non rinunciando a distinguersi anche nella lettura dei passi presenti nella Bibbia, trovandovi quelli che lui considerava aspetti paradossali come la massima "beati i poveri" o interpretando racconti del vangelo in modi del tutto diversi dalla tradizione.  Così  per l'episodio di Lazzaro, resuscitato da Gesù, egli pensava che il ragazzo tornato in vita avrebbe dovuto essere triste del suo ritorno in un'esistenza che non valeva essere vissuta. Lo stesso Lazzaro avrebbe, secondo Oscar Wilde, chiesto al Signore perché avesse mentito sul nulla che aspettava gli uomini nell'aldilà e Gesù avrebbe risposto raccomandandosi di non rivelarlo a nessuno.
Il famoso episodio del cristiano salvato nel circo dal leone riconoscente Oscar Wilde la trasformò in una storiella ambientata nell'antica Roma dove un dentista che aveva salvato la vita ad un leone donandogli dei nuovi denti, lo ritrovò in seguito nell'arena dove la fiera per ringraziarlo e dimostrare quanto fosse stato abile nel suo lavoro lo divorò con pochi morsi.
Oscar narrava ancora di un santo che una volta morto si lamentava di come egli, che quando era in vita aveva trattato il suo corpo con odio e disprezzo, ora dovesse da morto sopportare che quello stesso suo corpo venisse imbalsamato per devozione.
Nell'aprile del 1878, Wilde si confessò con un sacerdote famoso a quei tempi, che alloggiava presso il Brompton Oratory di Londra: H. Sebastien Bowden. Il religioso, sicuro di poterlo convincere ad esprimere al meglio la propria fede cattolica, gli scrisse una lettera, dove lo pregava di fargli visita. Wilde non andò dal sacerdote che ricevette invece un pacco contenente dei gigli.

## Una commistione di religioni
Nonostante si fosse dichiarato più volte non appartenente ad alcuna religione organizzata, diceva di essere protestante irlandese. Si avvicinò infine, in modo relativamente più profondo e personale, al cattolicesimo che egli mescolava al contempo con elementi pagani. Nei suoi scritti univa una sorta di ascetismo platonico a quello cristiano.
André Gide racconta di come Wilde fosse turbato dall'idea del miracolo descritto nel vangelo che andava contro la sua concezione di "miracolo" inteso come opera d'arte.
Wilde cercava di far prevalere nel confronto religioso la sua concezione del  fato da lui considerato prevalente nella vita dell'uomo.

## La conversione al cattolicesimo
Wilde, tre settimane prima di morire, dichiarò ad un corrispondente del «Daily Chronicle»: «Buona parte della mia perversione morale è dovuta al fatto che mio padre non mi permise di diventare cattolico. L'aspetto artistico della Chiesa e la fragranza dei suoi insegnamenti mi avrebbero guarito dalle mie degenerazioni. Ho intenzione di esservi accolto al più presto».
Il suo profondo interesse verso il cattolicesimo è percepibile in altre sue dichiarazioni, specialmente durante il suo soggiorno a Roma in cui ebbe modo di incontrare il Papa: «Ieri ero in prima fila con i pellegrini in Vaticano ed ho ricevuto la benedizione del Santo Padre. Era meraviglioso mentre sfilava di fronte a me portato sulla sua Sedia gestatoria, non era né carne né sangue, ma un'anima candida vestita di bianco, un artista ed un santo. Non ho mai visto nulla di simile alla straordinaria grazia dei suoi modi; di tanto in tanto si sollevava probabilmente per benedire i pellegrini, ma certamente le sue benedizioni erano rivolte a me».
In seguito così ricordò la figura di Leone XIII:
«Quando vidi il vecchio bianco Pontefice, successore degli Apostoli e padre della Cristianità, portato in alto sopra la folla, passarmi vicino e benedirmi dove ero inginocchiato, io sentii la mia fragilità di corpo e di anima scivolare via da me come un abito consunto, e ne provai piena consapevolezza».
A papa Leone XIII Wilde attribuì addirittura il miracolo di averlo guarito con la benedizione pasquale, da una grave forma di dermatite che lo affliggeva:
«Il Vicario di Cristo ha fatto tutto», dichiarò. Da quel momento iniziò ad andare molto spesso, durante il suo soggiorno romano, alle udienze pontificie.
Mentre Wilde si trovava in punto di morte, il suo amico Robert Ross condusse presso di lui il reverendo cattolico irlandese Cuthbert Dunne. Non essendo Wilde in grado di parlare, Ross gli chiese se voleva vedere il sacerdote dicendogli di sollevare la mano per rispondere affermativamente. Wilde la sollevò. Il sacerdote gli domandò, con la stessa modalità, se voleva convertirsi, e Wilde sollevò nuovamente la mano. Quindi padre Dunne gli somministrò il battesimo condizionale, lo assolse dai suoi peccati e gli diede l'estrema unzione.